# Alistair Hulett
Alistair Hulet (Glasgow, 15 de octubre de 1951 - 28 de enero de 2010) fue un cantautor de música folk, también conocido como cantante de la banda de folk punk Roaring Jack, y por su actividad política en el marco del socialismo revolucionario.

## Inicios
Nacido en Glasgow, Hulett descubre la música folk tradicional en su primera adolescencia y comienza a frecuentar la escena folk neozelandesa al emigrar a este país en 1968. En 1971 se traslada a Australia, donde continúa tocando en festivales. En los primeros años 80 forma el quinteto de folk punk Roaring Jack, quienes tocan como teloneros para artistas de fama internacional como Billy Bragg, The Pogues y The Men They Couldn't Hang. La banda es nominada para dos ARIA Music Awards durante su carrera.

## Carrera en solitario
Su primer CD en solitario, Dance of the Underclass se publica en 1991 y es completamente acústico, y aparecen contribuciones de otros miembros de Roaring Jack, así como una versión de La Internacional.
Dance of the Underclass establece a Hulett como uno de los cantautores contemporáneos claves en Australia, con varios de sus temas siendo consideradas estándares modernos de la canción australiana. He Fades Away, una de las canciones de este álbum, que trata sobre la muerte de un minero de asbesto, fue versionada por Roy Bailey June Tabor, Andy Irving o Niamh Parsons
Un segundo álbum titulado In the Back Streets Of Paradise se publica en 1994, y está compuesto por canciones que originalmente iban a aparecer como el siguiente disco de Roaring Jack. En este álbum aparece Jimmy Gregory, antiguo colaborador de Alistair Hulett, con quien tocó durante años en el circuito folk de Sídney. El lanzamiento de In the Back Streets of Paradise coincide con la formación de una nueva banda de directo, Alistair Hulett and the Hooligans, compuesta por Lindsay Martin (violín), John Deery (uilleann pipes), Jimmy Gregory (buzuki), James Fagan (buzuki y clarinete) y Phil Murray (acordeón).

## Carrera posterior
Además de sus álbumes en solitario, Hulett colaboró con Dave Swarbrick, violinista de Fairport Convention, con el que produjo tres álbumes, y hacia el final de su vida formó una nueva banda, The Malkies, con quienes publicó un álbum.

## Ideología política
En 1991, mientras vive en Australia, el pensamiento de Hulett se radicaliza debido a la guerra del Golfo y Hulett se une a la International Socialist Organisation. En 1995 se convierte en cofundador de la organización trotskista australiana Socialist Alternative,
y toca frecuentemente en actos políticos y mítines con Roaring Jack.
Hulett escribió canciones de apoyo a los aborígenes australianos, el Builders Labourers Federation, el sindicato Maritime Union of Australia, sobre el socialista escocés John Maclean, y canciones atacando el estalinismo, el imperialismo australiano, los ex primeros ministros Bob Hawke y Ben Chifley, ambos del Partido Laborista Australiano, el postmodernismo, y también al cantautor canadiense, Leonard Cohen por su apoyo a Israel.
Tras volver a su Glasgow natal en los últimos años 90, Hulett fue hasta su muerte miembro del Socialist Workers Party.

## Enfermedad y muerte
Hulett cae severamente enfermo el día de año nuevo de 2010 y fue hospitalizado el 5 de enero, con la sospecha de haber sufrido intoxicación alimentaria. Posteriormente se le diagnostica un fallo hepático, y aunque se esperaba que pudiera recibir un trasplante de hígado, los análisis en profundidad revelan un cáncer metastático y muy agresivo, que ya se había extendido a sus pulmones y su estómago. Finalmente muere el 28 de enero en Glasgow, solamente días después de que el cáncer fuera detectado.

## Discografía
| Con Roaring Jack - Street Celtabillity 12" EP, 1987 - Cat Among The Pigeons, 1988 - Through The Smoke Of Innocence, 1990 - The Complete Works Of Roaring Jack (German compilation), 2003 En solitario - Dance of the Underclass, 1991 - In The Back Streets Of Paradise, 1994 - In Sleepy Scotland, 2001 - Riches And Rags, 2006 | Con Dave Swarbrick - Saturday Johnny and Jimmy The Rat, 1996 - The Cold Grey Light of Dawn, 1998 - Red Clydeside, 2002 Con The Malkies - Suited and Booted, 2008 |